# Курета, Шпреса
Шпреса Курета (алб. Shpresa Kureta; 28 апреля 1959, Корча) — албанский дипломат. Полномочный министр. Доктор наук.

## Биография
В 1982 году окончила факультет политэкономии и права Тиранского университета, после окончания вуза преподавала в альма-матер, где в 1991 году получила докторскую степень.
Работала управляющим директором и соучредителем фирмы «De Me Tra» занятой обучением и консультированием.
С декабря 1997 года — в Министерстве иностранных дел Албании, с 1997 до сентября 1999 года — сотрудник бюро Департамента по Северной и Южной Америке МИД Албании.
С сентября 1999 по декабрь 2000 — была директором Департамента по Северной и Южной Америке
С декабря 2000 по ноябрь 2001 года работала советником Посольства Албании в Стокгольме.
С сентября 2001 по декабрь 2005 г. — посол Албании в Австрии.
С марта 2006 по август 2009 год — координатор работы различных министерств и ведомств, вовлеченных в процесс контроля за подготовкой документов, обмена информацией и подготовки докладов для Канцелярии премьер-министра, а также подготовки заседаний Межведомственного комитета по интеграции и заседаний Рабочей группы.
С августа 2009 года руководила Департаментом Юго-Восточной Европы Министерства иностранных дел, на этой должности занималась планом действий по членству в НАТО, координатор в Департаменте НАТО.
С мая 2013 года — национальный координатор Албании Центрально-Европейской инициативы (CEI). В 2014 г. — директор по региональным вопросам и соседним странам в Министерстве иностранных дел.
С 29 апреля 2014 года — Чрезвычайный и полномочный посол Республики Албании в Польше и по совместительству в Республиках Эстония, Латвия, Литва и на Украине.